# Paul Cortese (Bratschist)
Paul Cortese (* 3. März 1960 im US-Bundesstaat Wisconsin) ist ein US-amerikanischer Bratschist und Musikpädagoge italienischer Herkunft.

## Leben
Cortese wurde in Wisconsin als Sohn italienischer Eltern geboren. Er studierte an der University of Illinois und am New England Conservatory of Music in Boston bei Stanley Nosal, Guillermo Perich, John Garvey und Burton Fine und vollendete seine Ausbildung bei Joseph DePasquale am Curtis Institute of Music. Bereits während des Studiums spielte er im Philadelphia Orchestra und im Boston Symphony Orchestra. Im Orchester der Mailänder Scala wurde ihm die Stelle des Ersten Bratschisten angeboten.
Ab 1986 war Cortese Leiter der Bratschensektion der Göteborger Symphoniker unter Leitung von Neeme Järvi, mit dem er 1991 in der New Yorker  Alice Tully Hall debütierte. Als Gast spielte er die Erste Bratsche in mehr als zwanzig europäischen Orchestern. Als Solist und Kammermusiker trat er in ganz Europa, den USA und Kanada auf und nahm an internationalen Musikfestivals (u. a. Tanglewood, Evian, Banff, Musicades of Lyon, Granada, Grand Teton) teil. Er arbeitete mit Kammermusikensembles wie dem Kandinsky Trio, dem Trio Arbós, dem Quatuor Diotima und verschiedenen Streichquartetten zusammen und war in Spanien Gründungsmitglied des Beethoven Klavier Quartetts, dem er 20 Jahre angehörte. Seit 2005 tritt er regelmäßig mit dem Arts Quartet in Barcelona auf.
Für Labels wie Deutsche Grammophon, Chandos Records, Crystal und ASV Records spielte Cortese Kompositionen von Elliott Carter, William Bergsma, Alan Hovhaness, Vincent Persichetti, George Rochberg, Dmitri Schostakowitsch, Bohuslav Martinů, Otto Luening, Witold Lutosławski, Rebecca Clarke, Ralph Vaughan Williams, Walter Piston, Roy Harris, Darius Milhaud, Ernest Bloch und Claude Debussy ein. Zum 100. Geburtstag von Paul Hindemith nahm er mit dem Londoner Philharmonia Orchestra unter Leitung von Martyn Brabbins dessen Gesamtwerk für Viola bei ASV Records auf.
Cortese lebt in Barcelona, wo er als Professor für Viola und Kammermusik am Conservatori Superior de Música del Liceu wirkt. Er gibt Meisterklassen in Spanien, Italien, Frankreich, Vietnam, den USA, Polen, Lettland, der Republik Moldau, Deutschland, Ungarn und Estland und arbeitete viele Jahre mit dem Baltic Youth Philharmonic (unter Leitung von Kristjan Järvi) und dem von Kirill Karabits geleiteten I, Culture Orchestra in Polen zusammen.